# Ourilândia do Norte
Ourilândia do Norte é um município brasileiro do estado do Pará. Localiza-se a uma latitude 06º45'17" sul e a uma longitude 51º05'02" oeste, estando a uma altitude de 280 metros. Sua população estimada em 2017 era de 31.921 habitantes. Possui uma área de 13884,89 km².
O município foi emancipado em 10 de maio de 1988, oriundo de São Félix do Xingu.
Ourilândia do Norte forma com a cidade vizinha, Tucumã, a única área conurbada do sudeste do Pará.

## Infraestrutura

### Saúde
O município possuía, em 2009, 15 estabelecimentos de saúde, sendo 13 públicos e 2 privados, entre hospitais, pronto-socorros, postos de saúde e serviços odontológicos. Neles havia 50 leitos para internação.
Em 2014, 88,4% das crianças menores de 1 ano de idade estavam com a carteira de vacinação em dia. Em 2015, foram registrados 678 nascidos vivos, ao mesmo tempo que o índice de mortalidade infantil foi de 11,0 óbitos de crianças menores de cinco anos de idade a cada mil nascidos vivos. No mesmo ano, 29,3% das crianças que nasceram no município eram de mães adolescentes. Cerca de 56,6% das crianças menores de 2 anos de idade foram pesadas pelo Programa Saúde da Família em 2014, sendo que 2% delas estavam desnutridas.
Até 2009, Ourilândia do Norte possuía 6 estabelecimentos de saúde especializados em clínica médica, obstetrícia, pediatria e traumato-ortopedia, e nenhum estabelecimento de saúde com especialização em psiquiatria ou cirurgia bucomaxilofacial. Dos 15 estabelecimentos de saúde, apenas 1 deles era com internação. Até 2016, havia 48 registros de casos de HIV/AIDS, sendo que  as mulheres representavam 33,33% dos casos. Entre 2001 e 2012 houve 1440 casos de doenças transmitidas por mosquitos e insetos, sendo a principal delas a dengue e a leishmaniose.

### Transportes
A área territorial de Ourilândia é cortada, de leste a oeste, pela rodovia estadual PA-279 que a liga à Água Azul do Norte, a leste, e; a Tucumã, no oeste. Outra via importante é a estrada vicinal PA Picadão, que liga a cidade ao Projeto Mineral Onça Puma.